# Chaquiago
Chaquiago es una localidad de la provincia argentina de Catamarca, dentro del departamento Andalgalá. Se encuentra sobre la ruta provincial 47. Constituye dos comunas del municipio de Andalgalá denominadas Chaquiago Norte y Chaquiago Sur.

## Población
Cuenta con 1,096 habitantes (Indec, 2010), lo que representa un incremento del 2,5% frente a los 1,069 habitantes (Indec, 2001) del censo anterior.
| Gráfica de evolución demográfica de Chaquiago entre 1991 y 2010 |
|                                                                 |
| Fuente: Censos nacionales del INDEC                             |